# Jean Majerus
Pour les articles homonymes, voir Majerus.
Jean Majerus né le 6 février 1914 à Luxembourg et mort le 16 juin 1983 à Esch-sur-Alzette, est un coureur cycliste luxembourgeois.

## Biographie

### 1932-1935: début de carrière sur des courses régionales
Jean Majerus commence les courses professionnelles en 1932 à l’âge de 18 ans. Il obtient sa première victoire en 1933 lors du Grand Prix François-Faber au Luxembourg. Les deux années suivantes, il remporte les Championnats du Luxembourg sur route junior et participe une fois au Tour de Luxembourg qu’il termine en 20e position.

### 1936: Participation au Tour de France et victoire en Lorraine
Jean Majerus remporte le Grand Prix de la Flèche, une classique luxembourgeoise mais également le Tour de Lorraine, une course par étapes française. Après ces deux victoires et une deuxième place sur Paris-Sedan, il est sélectionné pour participer au Tour de France dans l’équipe Espagne-Luxembourg.

### 1937-1938: victoires sur le Tour
L’année suivante, Jean Majerus remporte la première étape du Tour de France et porte le maillot jaune de leader du classement général durant deux jours. En fin de saison, il se classe 4e de la course en ligne des championnats du monde organisés au Danemark.
En 1938, il remporte la deuxième étape du Tour de France et est premier du classement général durant 7 étapes. Il remporte également le classement général du Circuit des Vosges ainsi qu’une étape.

### 1939: Signature chez Ruche - Hutchinson
Après deux belles saisons, Jean Majerus signe son premier contrat professionnel avec l’équipe Luxembourgeoise Ruche. Lors de la saison, il termine notamment 3e de Bordeaux-Paris, une des plus grandes classiques de l’époque.
En fin de saison, il est contraint de rompre son contrat avec le début de la guerre en Europe, toutefois, en 1941, il signe avec l’équipe Allemande Wanderer.

### 1941-1946: fin de carrière au Luxembourg
En 1941, Majerus remporte le Tour de Dortmund, une course amateure, les années suivantes, il ne parvient pas à remporter autre chose que des courses non-professionnelles. Il participe tout de même chaque année au Tour de Luxembourg en se classant à chaque fois dans le top 10.